# Битва под Везенбергом (1603)
Битва под Везенбергом — боевое столкновение во время польско-шведской войны 1600—1611 годов, произошедшее 5 марта 1603 года.

## Предыстория
Староста жмудский Ян Кароль Ходкевич, принявший командование у заболевшего гетмана Яна Замойского, начал кампанию 1603 года с осады Дерпта. Тем временем присланный в Ревель шведский полковник Андерс Ленартссон сумел собрать около 2000 человек и 26 февраля двинулся на недавно захваченный польско-литовскими войсками Везенберг.

## Ход боёв
Узнав о выдвижении шведов, Ходкевич, оставив часть сил под Дерптом, 2 марта с четырьмя конными хоругвями (300 солдат) двинулся на помощь Везенбергу, где к нему присоединилось ещё 500 солдат. Севернее Везенберга 5 марта были обнаружены передовые шведские силы (около 1000 человек) под командованием полковника Кристера Сомме. Гусары атаковали, и шведские рейтары бросились наутёк, оставив пехоту без прикрытия.
Пока литовские гусары разбирались со шведской пехотой, вернулись шведские рейтары. Оставив пехоту, гусары вновь бросились на рейтаров, и те опять обратились в бегство, однако преследуя их гусары наткнулись на главные шведские силы полковника Андерса Ленартссона. Увидев их, гусары развернулись и поскакали к своей пехоте, но долго не могли её обнаружить, и Ходкевич, видя значительное численное превосходство неприятеля, заволновался. Однако Ленартссон, опасаясь атаки, также повернул назад.

## Результаты
В результате боёв литовские войска потеряли лишь одного убитым и двоих ранеными. Потери шведской стороны составили 70 немецких наёмников и 100 эстонских пехотинцев. Победа под Везенбергом ускорила капитуляцию Дерпта.